# Prêmio Açorianos de 1985
A nona edição do Prêmio Açorianos ocorreu em 1985 em Porto Alegre e premiou unicamente destaques do setor de arte dramática.

## Premiação
Melhor diretor: Décio Antunes (O Pulo do Gato)
Melhor ator: Pereira Dias (O Caso Openheimer, direção de Frederi Wolf)
Melhor atriz: Ciça Reckziegel (A lição, de Eugene Tedesco, direção Humberto Vieira)
Melhor ator coadjuvante: Oscar Simch (A Verdadeira História de Édipo Rei)
Melhor espetáculo: O Pulo do Gato (Grupo Jogo de Cena, de Carlos Carvalho, in memoriam)
Melhor figurino e cenário: Alziro Azevedo
Melhor direção musical: Flávio Oliveira
Melhor ambientação: Cláudia Gette e Biratã Vieira
Melhor planejamento visual: Cléo Maqueta, Coca Serpa e Luiz Fernando Acoste
Prêmio especial de atriz: Eliane Steinmetz (A Senhora dos Afogados, de Nelson Rodrigues, direção Luciano Alabarse)
Prêmio especial pela criação: Antonio Chimango – Maurício Guzinski e Grupo Pés na Terra.